# Trichestra melanochroa
Trichestra melanochroa là một loài bướm đêm trong họ Noctuidae.